# Hüseyin Öztürk
Hüseyin Öztürk, né en 1928, à Çorum, en Turquie, est un ancien joueur turc de basket-ball. 

## Palmarès
- MVP du championnat d'Europe 1949
- Meilleur marqueur du championnat d'Europe 1949